# گنبد سنان اردم
سالن گنبد سینان اردم (به ترکی: Sinan Erdem Spor Salonu) یک سالن سرپوشیده چند منظوره می باشد که در بخش اروپایی پایتخت ترکیه واقع شده‌است.